# أنتيكس
أنتيكس (بالإنجليزية: antiX)‏ هي توزيعة جنو/لينكس مبنية على دبيان. صممت هذه التوزيعة لتكون خفيفة، إضافة إلى عدم اعتماديتها على سيستم دي.

## روابط خارجية
- الموقع الرسمي